# Al-Maqrīzī
Taqī ad-Dīn Abū l-ʿAbbās Ahmad ibn ʿAlī al-Maqrīzī (arabisch تقى الدين أبو العباس أحمد بن على المقريزى, DMG Taqī ad-Dīn Abū l-ʿAbbās Aḥmad ibn ʿAlī al-Maqrīzī; * 1364 in Kairo; † Anfang Februar 1442) war ein arabischer Historiker und Schriftsteller, von dem etwa 200 Werke bekannt sind.

## Leben
Al-Maqrizi, dessen Vater († 1378) aus Baalbek im heutigen Libanon stammte, wurde in eine wohlhabende Gelehrtenfamilie geboren. Er erhielt bei so namhaften Lehrern wie Ibn Chaldun eine gründliche Ausbildung. 1385 begab er sich erstmals auf die Wallfahrt nach Mekka, war nach seiner Rückkehr für einige Zeit Sekretär und wurde 1399 Marktinspektor für Kairo und Nordägypten. Schließlich wurde er in Kairo, aber auch in Damaskus, wo er ab 1408 ca. zehn Jahre lang lebte, stellvertretender Richter (er war wie sein Vater Schafiit), Muhtasib, Prediger (in der Amr- und Sultan-Hasan-Moschee), Imam, Professor und Verwalter. Da ihn diese Tätigkeiten jedoch nicht befriedigten, beschloss er noch während seines Syrienaufenthalts, sich ganz der Geschichtswissenschaft zuzuwenden. Sein Schwerpunkt lag dabei auf der ismailitischen Fatimiden-Dynastie.

## Werke
- Al-Maqrizis Hauptwerk Chitat (vollständiger Titel: al-Mawāʿiẓ wa-’l-iʿtibār fī ḏikr al-ḫiṭaṭ wa-’l-ʾāṯār) ist eine in Kairo erschienene Geschichte und Beschreibung von Kairo, aber auch Ägyptens, die mit der pharaonischen Zeit beginnt und mit seiner Zeit endet.

- Ein weiteres Werk mit dem Titel Ermahnung der Muslime mit den Nachrichten über die fatimidischen Imam-Kalifen. (Ittiʿāẓ al-ḥunafāʾ bi-aḫbār al-aʾimma al-Fāṭimīyīn al-ḫulafāʾ) ist eine der wichtigsten Quellen für die Geschichte der Fatimiden.[1] Als Quellen zog al-Maqrīzī viele ältere Werke heran, die selbst verloren gegangen sind, wie zum Beispiel die Sīrat al-Maʾmūn von dem fatimidischen Autor Ibn al-Maʾmūn († 1192).[2]

- as-Sulūk li-maʿrifat duwal al-mulūk. Geschichte Ägyptens von 1181 bis 1436. Die moderne Edition von Muḥammad ʿAbd al-Qādir ʿAṭā (Dār al-kutub al-ʿilmīya, Beirut, 1997) umfasst acht Bände (Digitalisat).

- al-Muqaffā al-kabīr. – eine alphabetisch geordnete Sammlung von Lebensbeschreibungen von Herrschern und berühmten Männern, die in Ägypten gelebt oder Ägypten besucht haben.[3]

- Šuḏūr al-ʿuqūd fī ḏikr an-nuqūd. – eine Abhandlung über die islamische Münzgeschichte.[4] Oluf Gerhard Tychsen hat das Werk 1797 ediert und ins Lateinische übersetzt.[5] Antoine-Isaac Silvestre de Sacy übersetzte es unter dem Titel Traité des monnoies muselmanes im selben Jahr ins Französische[6]

- Kitāb al-Auzān wa-l-akyāl aš-šarʿīya. – eine Abhandlung über die islamischen Gewichte und Maßeinheiten. Ediert von O. G. Tychsen unter dem Titel Tractatus de legalibus Arabum Ponderibus et Mensuris.[7] Eine französische Übersetzung von Silvestre de Sacy mit dem Titel Traité des Poids et des Mesures Légales des Musulmans erschien 1798 in Paris (Digitalisat).

Obwohl ihm mehrmals Fehler beim Umgang mit den zitierten Autoren vorgeworfen werden, sind seine Werke eine wichtige Quelle zum Ägypten seiner Zeit. In seinen Beschreibungen beschränkte er sich nicht nur auf die herrschenden Klassen, sondern bezog auch das einfache Volk mit seiner Festkultur ein.

## Als Zeitzeuge
In einem seiner Bücher berichtet al-Maqrīzī, dass der strenggläubige Scheich eines Kairoer Sufi-Klosters, Mohammed Saim el-Dar (Muhammad Şā'im ad-Dahr, deutsch: „Jemand, der die ganze Zeit fastet“), als fanatischer Bilderstürmer im Jahre 1378 die Nase der Großen Sphinx von Gizeh abschlug und danach von der aufgebrachten Menge umgebracht wurde.